# 五十六 (阿肯色州)
五十六（英語：Fifty-Six）是一個位於美國阿肯色州斯通縣的城市。

## 地理
五十六的座標為35°57′38″N 92°13′48″W / 35.96056°N 92.23000°W，而該地的平均海拔高度為265米（即869英尺）。

## 人口
根據2020年美國人口普查的數據，五十六的面積為5.36平方千米，皆為陸地。當地共有人口174人，而人口密度為每平方千米32人。